# Cao Rulin
Cao Rulin (曹汝霖 ; 1877 - août 1966) est le vice-ministre des Affaires étrangères du gouvernement de Beiyang et un membre important du mouvement pro-japonais au début du XXe siècle. 
Avocat de profession, originaire de Shanghai et travaillant à Pékin, il est nommé par le président provisoire, Yuan Shikai, à un siège vacant au Sénat de l'Assemblée nationale en 1913. Il représente la Mongolie-Extérieure parce que la Mongolie a boycotté les élections après avoir déclaré son indépendance durant la révolution chinoise de 1911. En 1915, il obéit aux ordres de Yuan Shikai et signe le traité inégalitaire des Vingt et une demandes avec le Japon. Il devient plus tard le chef de la clique des Nouvelles communications.
Cao Rulin fait partie des représentants chinois à la conférence de paix de Paris. Lors des discussions, plusieurs anciennes concessions allemandes en Chine sont remises au Japon au lieu de revenir à la Chine. Cela provoque des grandes manifestations en Chine lors du avec le mouvement du 4-Mai près de Tiananmen. La maison de Cao Rulin est incendiée durant les événements et Cao parvient à s'échapper grâce à son ami Ushikichi Nakae, fils de Nakae Chōmin.